# Eriocaulon nigrobracteatum
Eriocaulon nigrobracteatum là một loài thực vật có hoa trong họ Eriocaulaceae. Loài này được E.L.Bridges & Orzell mô tả khoa học đầu tiên năm 1993.